# Benjamin Psaume
Benjamin Psaume (Auch, 12 gennaio 1985) è un calciatore francese, centrocampista o attaccante del Valerguoise.

## Carriera

### Club
Ha militato in massima serie con Tolosa, Arles-Avignon e Troyes.